# Trophée de France 1996
Navigation
Édition précédente Édition suivante
Le Trophée de France est une compétition internationale de patinage artistique qui se déroule en France au cours de l'automne. Il accueille des patineurs amateurs de niveau senior dans quatre catégories: simple messieurs, simple dames, couple artistique et danse sur glace. En 1996 il s'appelait également Trophée Lalique.
Le dixième Trophée de France est organisé du 14 au 17 novembre 1996 au palais omnisports de Paris-Bercy. Après deux ans de séparation, c'est le retour du partenariat entre la fédération française des sports de glace et la société Lalique.
Le Trophée de France est la troisième compétition de la Série des champions ISU senior de la saison 1996/1997.

## Résultats

### Messieurs
| Rang    | Nom                    | Pays       | Points | Prog. court | Prog. libre |
| ------- | ---------------------- | ---------- | ------ | ----------- | ----------- |
| 1       | Todd Eldredge          | États-Unis | 1.5    | 1           | 1           |
| 2       | Vyacheslav Zahorodnyuk | Ukraine    | 3.0    | 2           | 2           |
| 3       | Michael Weiss          | États-Unis | 4.5    | 3           | 3           |
| 4       | Thierry Cérez          | France     | 6.5    | 5           | 4           |
| 5       | Éric Millot            | France     | 7.0    | 4           | 5           |
| 6       | Laurent Tobel          | France     | 9.5    | 7           | 6           |
| 7       | Gilberto Viadana       | Italie     | 11.0   | 6           | 8           |
| 8       | Makoto Okazaki         | Japon      | 12.0   | 10          | 7           |
| 9       | Jens ter Laak          | Allemagne  | 13.5   | 9           | 9           |
| 10      | Patrick Schmit         | Luxembourg | 14.0   | 8           | 10          |
| Forfait | Elvis Stojko           | Canada     |        |             |             |

### Dames
| Rang | Nom               | Pays       | Points | Prog. court | Prog. libre |
| ---- | ----------------- | ---------- | ------ | ----------- | ----------- |
| 1    | Michelle Kwan     | États-Unis | 1.5    | 1           | 1           |
| 2    | Maria Butyrskaya  | Russie     | 3.0    | 2           | 2           |
| 3    | Tara Lipinski     | États-Unis | 4.5    | 3           | 3           |
| 4    | Vanessa Gusmeroli | France     | 6.0    | 4           | 4           |
| 5    | Krisztina Czakó   | Hongrie    | 7.5    | 5           | 5           |
| 6    | Andrea Diewald    | Allemagne  | 10.0   | 8           | 6           |
| 7    | Karen Kwan        | États-Unis | 10.0   | 6           | 7           |
| 8    | Hanae Yokoya      | Japon      | 11.5   | 7           | 8           |
| 9    | Marta Andrade     | Espagne    | 14.5   | 11          | 9           |
| 10   | Tony Bombardieri  | Italie     | 14.5   | 9           | 10          |
| 11   | Cathy Belanger    | Canada     | 16.0   | 10          | 11          |

### Couples
| Rang | Nom                                     | Pays       | Points | Prog. court | Prog. libre |
| ---- | --------------------------------------- | ---------- | ------ | ----------- | ----------- |
| 1    | Oksana Kazakova / Artur Dmitriev        | Russie     | 2.5    | 3           | 1           |
| 2    | Jenni Meno / Todd Sand                  | États-Unis | 2.5    | 1           | 2           |
| 3    | Elena Berejnaïa / Anton Sikharulidze    | Russie     | 4.0    | 2           | 3           |
| 4    | Sarah Abitbol / Stéphane Bernadis       | France     | 6.0    | 4           | 4           |
| 5    | Xue Shen / Hongbo Zhao                  | Chine      | 7.5    | 5           | 5           |
| 6    | Stephanie Stiegler / John Zimmerman     | États-Unis | 9.0    | 6           | 6           |
| 7    | Danielle Carr / Stephen Carr            | Australie  | 10.5   | 7           | 7           |
| 8    | Elaine Asanakis / Joel McKeever         | Grèce      | 13.0   | 10          | 8           |
| 9    | Marie-Claude Savard-Gagnon / Luc Bradet | Canada     | 13.5   | 9           | 9           |
| 10   | Sophie Guestault / Francois Guestault   | France     | 14.0   | 8           | 10          |

### Danse sur glace
| Rang | Nom                                     | Pays               | Points | Danse imposée | Danse originale | Danse libre |
| ---- | --------------------------------------- | ------------------ | ------ | ------------- | --------------- | ----------- |
| 1    | Marina Anissina / Gwendal Peizerat      | France             | 2.0    | 1             | 1               | 1           |
| 2    | Elizabeth Punsalan / Jerod Swallow      | États-Unis         | 4.4    | 3             | 2               | 2           |
| 3    | Irina Romanov / Igor Yaroshenko         | Ukraine            | 5.6    | 2             | 3               | 3           |
| 4    | Diane Gerencser / Pasquale Camerlengo   | Italie             | 8.0    | 4             | 4               | 4           |
| 5    | Kati Winkler / René Lohse               | Allemagne          | 10.0   | 5             | 5               | 5           |
| 6    | Kateřina Mrázová / Martin Šimeček       | République tchèque | 12.4   | 7             | 6               | 6           |
| 7    | Isabelle Delobel / Olivier Schoenfelder | France             | 13.6   | 6             | 7               | 7           |
| 8    | Chantal Lefebvre / Michel Brunet        | Canada             | 16.0   | 8             | 8               | 8           |
| 9    | Dominique Deniaud / Martial Jaffredo    | France             | 18.6   | 9             | 10              | 9           |
| 10   | Megan Wing / Aaron Lowe                 | Canada             | 20.2   | 12            | 9               | 10          |
| 11   | Kate Robinson / Peter Breen             | États-Unis         | 21.6   | 10            | 11              | 11          |
| 12   | Aya Kawai / Hiroshi Tanaka              | Japon              | 23.6   | 11            | 12              | 12          |

## Sources
- Résultats du Trophée Lalique 1996
- Patinage Magazine N°55 (Décembre 1996-Janvier/Février 1997)